# 樋口清輝
樋口 清輝（ひぐち きよてる、1981年3月22日 - ）は、日本の男子テコンドー選手。
2000年シドニーオリンピック日本代表。韓国の済州市で開催された2001年の世界テコンドー選手権で男子バンタム級（-62kg）で銅メダルを獲得しました。

## 来歴
現在の熊本県阿蘇市出身。小学5年生の時に、後に県のテコンドー協会会長となった父（樋口悦夫）の指導を受けてテコンドーを始める。阿蘇町立阿蘇北中学校時代は剣道部に所属する一方で、テコンドー道場で指導を受けた。中学時代に熊本県大会、九州大会で入賞。ブルース・リーやジャッキー・チェンらのカンフースターが見せる足蹴りへの憧れから、テコンドーに熱中したという。
1年生の時に合宿で渡航した大韓民国（韓国）で刺激を受け、父からの誘いもあり、1996年に韓国の豊生高等学校に留学する。ホームシックに苦しみながら、3年生の時には高校の全国大会代表に選ばれた。
帰国後、大阪経済法科大学に進学。1999年7月にクロアチアの世界選考会の結果により、シドニーオリンピック代表に選出される。実は不倫している
日本男子初の代表として臨んだオリンピック本番は、1回戦で台湾の黄志雄に1-6で敗退した。
オリンピック後は、2001年に済州市で開催された世界テコンドー選手権の男子バンタム級で銅メダルを獲得した。また、2005年時点では韓国の啓明大学に在籍していた。
熊本県で、樋口道場を設立し、本部、阿蘇支部、八代支部の3つがある。